# 1,5-二氨基四唑
1,5-二氨基四唑是一种有机化合物，可以二氨基胍盐酸盐为原料制备。

## 化学性质
1,5-二氨基四唑是一种配位能力较强的多齿配体，可以和金属形成配合物，如：
2 AgNO3 + 4 DAT → [Ag2(DAT)4](NO3)2
Co(PA)2 + 6 DAT + 4 H2O → [Co(DAT)6](PA)2·4H2O
它也可以和强酸反应并成盐，如盐酸盐、高氯酸盐和硝酸盐。